# Gérélé
 (juillet 2023).
Gérélé, également orthographié Gérété ou Guérété, est un village situé dans la région du Nord du Cameroun, plus précisément dans le département de la Bénoué. Administrativement, il fait partie de la commune de Barndaké, créée en 2007. Lors du recensement de 2005, Gérélé comptait 884 habitants. Le village est situé à une altitude de 252 mètres et ses coordonnées géographiques sont 9°26'16" de latitude nord et 12°59'47" de longitude est. 

## Population
Lors du recensement de 2005, 884 habitants y ont été dénombrés.